# Homestead Challenger
L'Homestead Challenger è stato un torneo professionistico di tennis giocato su campi in cemento. Faceva parte dell'ATP Challenger Series. Si è giocata una sola edizione, a Homestead negli Stati Uniti.

## Albo d'oro

### Singolare
| Anno | Campione     | Finalista     | Punteggio     |
| ---- | ------------ | ------------- | ------------- |
| 2004 | Răzvan Sabău | Wesley Moodie | 5–7, 6–2, 7–5 |

### Doppio
| Anno | Campioni                   | Finalisti                         | Punteggio     |
| ---- | -------------------------- | --------------------------------- | ------------- |
| 2004 | Gabriel Trifu Glenn Weiner | Huntley Montgomery Tripp Phillips | 5–7, 7–5, 6–2 |